# Fearless Tiger
Fearless Tiger (per la versione internazionale) o Black Pearls è un film canadese del 1991 scritto e diretto da Ron Hulme.

## Trama
Lyle Camille rinvia il suo matrimonio per andare a Hong Kong a far luce sulla morte del fratello dovuta a un'overdose di una droga chiamata "Nirvana".